# Milwaukee Bucks 1988-1989
La stagione 1988-89 dei Milwaukee Bucks fu la 21ª nella NBA per la franchigia.
I Milwaukee Bucks arrivarono quarti nella Central Division della Eastern Conference con un record di 49-33. Nei play-off vinsero il primo turno con gli Atlanta Hawks (3-2), perdendo poi la semifinale di conference con i Detroit Pistons (4-0).

## Roster
| N° | Naz.                       | Ruolo | Sportivo          | Anno | Alt. | Peso |
| -- | -------------------------- | ----- | ----------------- | ---- | ---- | ---- |
| 4  | Stati Uniti (bandiera)     | G     | Sidney Moncrief   | 1957 | 191  | 82   |
| 10 | Stati Uniti (bandiera)     | G     | Mike Dunleavy     | 1954 | 191  | 82   |
| 11 | Stati Uniti (bandiera)     | G     | Rickey Green      | 1954 | 183  | 77   |
| 11 | Stati Uniti (bandiera)     | G     | Andre Turner      | 1964 | 180  | 73   |
| 20 | Stati Uniti (bandiera)     | GA    | Jeff Grayer       | 1965 | 196  | 91   |
| 22 | Stati Uniti (bandiera)     | GA    | Ricky Pierce      | 1959 | 193  | 93   |
| 24 | Stati Uniti (bandiera)     | G     | Jay Humphries     | 1962 | 191  | 84   |
| 23 | Stati Uniti (bandiera)     | GA    | Mark Davis        | 1963 | 198  | 88   |
| 25 | Stati Uniti (bandiera)     | GA    | Paul Pressey      | 1958 | 196  | 84   |
| 31 | Stati Uniti (bandiera)     | AC    | Fred Roberts      | 1960 | 208  | 99   |
| 34 | Stati Uniti (bandiera)     | A     | Terry Cummings    | 1961 | 206  | 100  |
| 35 | Stati Uniti (bandiera)     | A     | Tony Brown        | 1960 | 198  | 84   |
| 42 | Stati Uniti (bandiera)     | AC    | Larry Krystkowiak | 1964 | 206  | 100  |
| 43 | Stati Uniti (bandiera)     | AC    | Jack Sikma        | 1955 | 211  | 104  |
| 44 | Stati Uniti (bandiera)     | AC    | Paul Mokeski      | 1957 | 213  | 113  |
| 45 | Stati Uniti (bandiera)     | C     | Randy Breuer      | 1960 | 221  | 104  |
| 50 | Rep. Dominicana (bandiera) | C     | Tito Horford      | 1966 | 216  | 111  |

## Staff tecnico
- Allenatore: Del Harris
- Vice-allenatori: Frank Hamblen, Mack Calvin, Mike Dunleavy